# Avatar: O Caminho da Água
Avatar: O Caminho da Água (em inglês: Avatar: The Way of Water) é um filme americano de 2022, do gênero épico de ficção científica, co-escrito, co-editado, co-produzido e dirigido por James Cameron, e produzido pela 20th Century Studios, sendo a sequência do filme Avatar (2009) e o segundo filme da franquia de mesmo nome. O enredo segue a luta pela sobrevivência de Jake Sully e sua família durante o retorno da corporativa RDA ao planeta para elimina-lo, buscando outro abrigo nos oceanos de Pandora com o clã Metkayina.
Sam Worthington, Zoë Saldaña, Stephen Lang, Joel David Moore, CCH Pounder, Giovanni Ribisi, Dileep Rao e Matt Gerald reprisam seus papéis do filme original, com Sigourney Weaver retornando em um papel diferente; novos membros do elenco incluem Kate Winslet, Cliff Curtis, Edie Falco e Jemaine Clement.
O roteiro feito em conjunto de James Cameron com Rick Jaffa e Amanda Silver, que também escreveram mais três continuações que estão programadas para 2025, 2029 e 2031. Cameron afirmou, em 2006, que gostaria de fazer sequências de Avatar se este fosse bem-sucedido, e anunciou as duas primeiras sequências em 2010, após o amplo sucesso do primeiro filme, com a primeira sequência prevista para ser lançada em 2014. No entanto, a adição de mais duas sequências, para um total de cinco filmes, e a necessidade de desenvolver novas tecnologias para filmar cenas de captura de performance debaixo d'água (um acontecimento inédito) levou a atrasos significativos, que permitiu a equipe tivesse mais tempo para trabalhar no roteiro, pré-produção e efeitos visuais.
O processo de filmagem, que ocorreu simultaneamente com um terceiro filme, começou na cidade norte-americana de Manhattan Beach (Califórnia) em 2017. O local de filmagem mudou para Wellington, Nova Zelândia em setembro do mesmo ano, sendo concluído no final de setembro de 2020 (três anos de filmagens).
Após repetidos atrasos no cronograma de lançamento previsto, Avatar 2 estreou no Odeon Leicester Square, em Londres, em dezembro de 2022. Tornou-se um sucesso de bilheteria, quebrando vários recordes e arrecadando cerca de US$ 2,320 bilhões de dólares em todo o mundo, tornando-se o filme de maior bilheteria de 2022, o filme de maior bilheteria da era da pandemia de COVID-19 e a terceira maior bilheteria de todos os tempos. Recebeu críticas positivas dos críticos especializados, que elogiaram seus efeitos visuais e conquistas técnicas. Organizações como American Film Institute, New York Film Critics Online e National Board of Review nomearam-no um dos dez melhores filmes do ano. Avatar: The Way of Water recebeu inúmeras indicações e vitórias a diversos prêmios, incluindo aos Prêmios Globo de Ouro, Critics' Choice Movie e Satellite. Ao Oscar 2023, recebeu quatro indicações, incluindo de Melhor Filme, e ganhou a categoria de Melhores Efeitos Visuais.

## Enredo
Mais de uma década depois que os Na'vi repeliram a invasão humana de Pandora, Jake Sully vive como chefe do clã Omaticaya e cria uma família com Neytiri, que inclui os filhos Neteyam e Lo'ak, a filha Tuk e a filha adotiva Kiri. (nascido do avatar inerte de Grace Augustine), e um menino humano chamado Spider, filho do Coronel Miles Quaritch que nasceu em Pandora e não pôde ser transportado para a Terra em criostase devido à sua tenra idade. Para consternação dos Na'vi, os humanos retornam e erguem uma nova base operacional principal chamada Bridgehead City para preparar Pandora para a colonização, já que a Terra está morrendo. Entre os recém-chegados estão os recombinantes, avatares Na'vi implantados com as mentes e memórias de fuzileiros navais RDA falecidos, com o recombinante de Quaritch como seu líder.
Jake inicia uma campanha de guerrilha contra as linhas de abastecimento RDA. Quaritch e seus recombinantes conduzem uma missão de contrainsurgência contra Jake, capturando seus filhos. Jake e Neytiri chegam e libertam a maioria deles, mas Spider é levado por Quaritch, que o reconhece como seu filho. Ele decide passar um tempo com ele para atrair Spider ao seu lado e, por sua vez, Spider ensina Quaritch sobre a cultura e a linguagem Na'vi. Ciente do perigo que o conhecimento de Spider sobre seu paradeiro representa para sua segurança, Jake e sua família se exilam de Omaticaya e se retiram para o clã do povo do recife Metkayina na costa leste de Pandora, onde recebem abrigo, embora alguns membros da tribo considerem que eles tenham "sangue de demônio" por sua herança genética humana. A família aprende os costumes do povo do recife, Kiri desenvolve um vínculo espiritual com o mar e suas criaturas, e Lo'ak torna-se amigo de Tsireya, filha do chefe do clã Tonowari e sua esposa Ronal.
Lo'ak briga com o irmão de Tsireya, Aonung. Quando ele volta para se desculpar pela insistência de Jake, Aonung e seus amigos o induzem a uma viagem ao território de um perigoso predador marinho e o deixam encalhado. Lo'ak é salvo e torna-se amigo de Payakan, um tulkun, uma espécie de cetáceo inteligente e pacifista que os Metkayina consideram sua família espiritual. Após seu retorno, Lo'ak assume a culpa, ganhando a amizade de Aonung, mas é informado de que Payakan é um pária entre sua espécie. Em uma viagem à Árvore Espiritual de Metkayina, Kiri se conecta a ela para encontrar sua mãe, mas sofre uma convulsão violenta. Ela é curada por Ronald, mas quando Jake liga para Norm Spellman e Max Patel pedindo ajuda, Quaritch consegue rastreá-los até o arquipélago onde vivem as pessoas do recife. Trazendo Spider com ele, ele comanda um navio baleeiro que está caçando tulkuns para colher suas enzimas cerebrais para criar remédios antienvelhecimento chamados amrita. Quaritch começa a questionar brutalmente as tribos indígenas sobre a localização de Jake; quando isso se mostra infrutífero, ele ordena que a tripulação baleeira mate tulkuns arbitrariamente para atrair Jake. Lo'ak se conecta mentalmente com Payakan e descobre que o tulkun foi expulso porque foi contra os costumes de sua espécie e atacou os baleeiros que mataram sua mãe.
Quando o Metkayina fica sabendo dos assassinatos de tulkun, Lo'ak parte para avisar Payakan, seguido por seus irmãos, Tsireya, Aonung e Rotxo. Eles encontram Payakan sendo perseguido pelos baleeiros, e Lo'ak, Tsireya e Tuk são capturados por Quaritch. Com seus filhos em perigo, Jake, Neytiri e o Metkayina partiram para enfrentar os humanos. Quaritch força Jake a se render, mas ao ver Lo'ak em perigo, Payakan ataca os baleeiros, iniciando uma luta que mata a maior parte da tripulação e danifica gravemente a embarcação, fazendo-a afundar. Neteyam resgata Lo'ak, Tsireya e Spider, mas é morto a tiros. Jake enfrenta Quaritch, que usa Kiri como refém. Quando Neytiri faz o mesmo com Spider, Quaritch a princípio nega seu relacionamento com ele, mas desiste quando Neytiri corta Spider no peito.
Jake, Quaritch, Neytiri e Tuk acabam presos dentro do navio que está afundando. Jake estrangula Quaritch até deixá-lo inconsciente e é resgatado por Lo'ak e Payakan, enquanto Kiri convoca criaturas marinhas para ajudá-la a salvar Neytiri e Tuk. Spider encontra e resgata Quaritch, mas o renuncia por sua crueldade e se junta à família de Jake. Após o funeral de Neteyam, Jake informa Tonowari e Ronal sobre sua decisão de deixar o Metkayina. Tonowari, no entanto, o identifica respeitosamente como parte do clã e dá as boas-vindas à permanência de sua família. Jake e sua família aceitam e criam uma nova vida no mar, com Jake jurando continuar lutando contra os invasores humanos.

## Elenco
Na'vi
- Sam Worthington como Jake Sully
- Zoë Saldaña como Neytiri
- CCH Pounder como Mo'at
- Cliff Curtis como Tonowari
- Jamie Flatters como Neteyam
- Britain Dalton como Lo'ak
- Sigourney Weaver como Kiri
- Kate Winslet como Ronal
- Trinity Bliss como Tuktirey
- Bailey Bass como Tsireya
- Filip Geljo como Aonung
- Duane Evans Jr. como Rotxo

Humanos

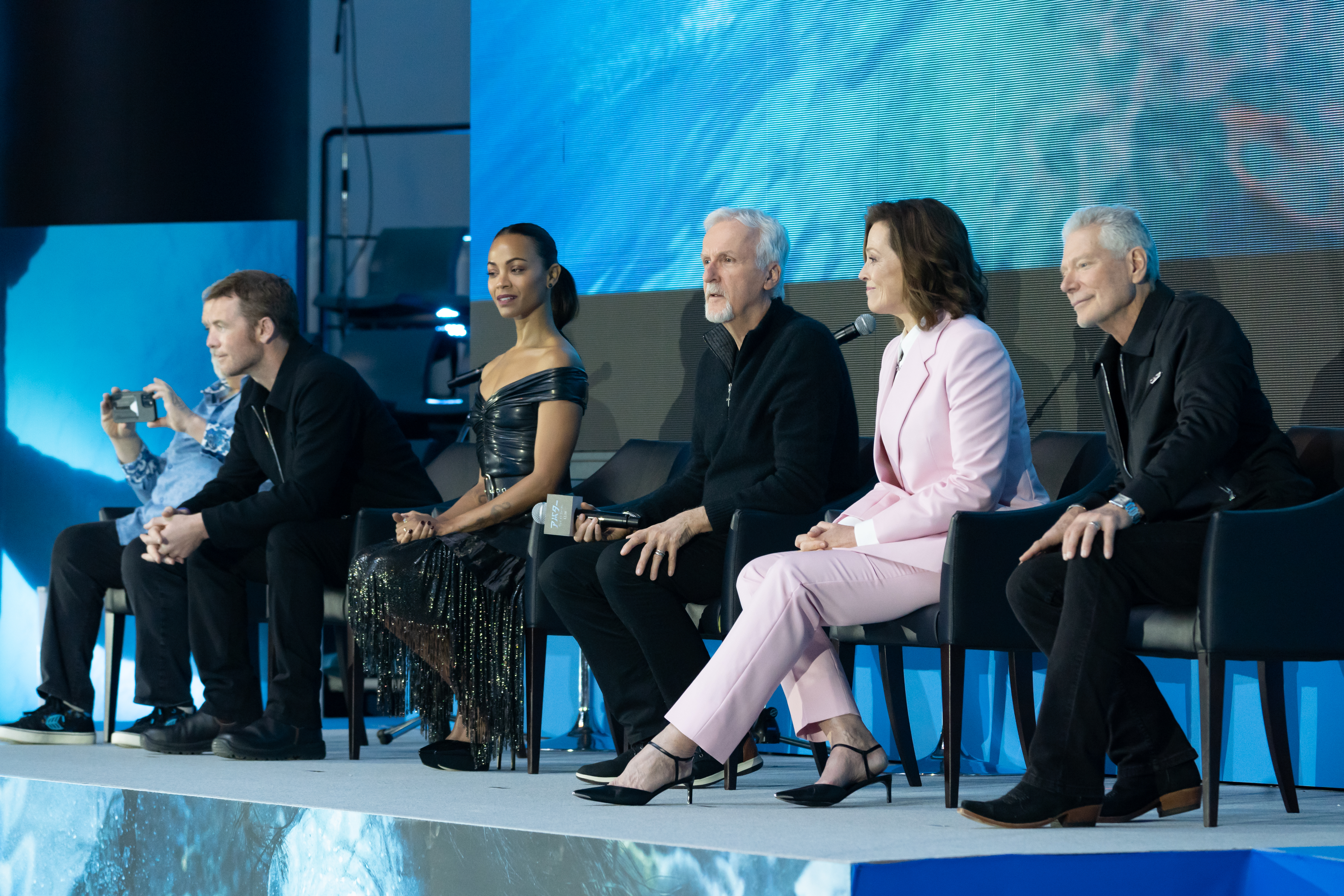
Da esquerda para a direita: Sam Worthington, Zoe Saldaña, James Cameron, Sigourney Weaver e Stephen Lang na coletiva de imprensa em Tóquio.

- Giovanni Ribisi como Parker Selfridge
- Joel David Moore como Dr. Norm Spellman
- Michelle Yeoh como Dra. Karina Mogue
- Dileep Rao como Dr. Max Patel
- Matt Gerald como Lyle Wainfleet
- Edie Falco como General Ardmore
- Brendan Cowell como Capitão Mick Scoresby
- Jack Champion como Javier "Spider" Socorro
- Jermaine Clement como Dr. Ian Gravin

- Stephen Lang como Coronel Miles Quaritch
- Sigourney Weaver como Dra. Grace Augustine
- Oona Chaplin como Varang
- David Thewlis

## Produção

### Desenvolvimento e Pré-Produção
Em 2006, Cameron afirmou que, se Avatar fosse bem-sucedido, trabalharia em sequências para o filme. Em 2010, ele disse que o sucesso generalizado do filme confirmou que ele o faria. As sequências foram originalmente agendadas para lançamento em dezembro de 2014 e 2015. Ele incluiu certas cenas no primeiro filme para futuros acompanhamentos de histórias. Cameron planejava filmar as sequências consecutivas e começar a trabalhar "quando o romance fosse pregado". Ele afirmou que as sequelas ampliariam o universo enquanto exploravam outras luas de Polifemo. A primeira sequência se concentraria no oceano de Pandora e também apresentaria mais da floresta tropical. Ele pretendia capturar imagens para esta sequela no fundo da Fossa das Marianas usando um submersível em águas profundas. Em 2011, Cameron afirmou que estava apenas começando a projetar o ecossistema oceânico de Pandora e os outros mundos a serem incluídos na história. O enredo, embora continue com o tema ambiental do primeiro filme, não seria "estridente", já que o filme se concentrará no entretenimento.
As sequências foram confirmadas como continuando a seguir os personagens de Jake e Neytiri em dezembro de 2009. Cameron sugeriu que os humanos retornariam como antagonistas da história. Em 2011, Cameron declarou sua intenção de filmar as sequências em uma taxa de quadros mais alta do que o padrão da indústria, 24 quadros por segundo, a fim de adicionar um senso de realidade aumentado. Em 2013, Cameron anunciou que as sequências seriam filmadas na Nova Zelândia, com captura de movimento a ser realizada em 2014. Um acordo com o governo da Nova Zelândia exigia que pelo menos uma estréia mundial fosse realizada em Wellington e em Nova York. Pelo menos NZ $500 milhões (aproximadamente US $ 410 milhões nas taxas de câmbio de dezembro de 2013) foram gastos em atividades de produção na Nova Zelândia, incluindo filmagens de ação ao vivo e efeitos visuais. O governo da Nova Zelândia anunciou que aumentaria seu desconto de imposto de base de 15% para 20%, com 25% disponíveis para produções internacionais em alguns casos e 40% para produções da Nova Zelândia (conforme definido na seção 18 da New Zealand Film Commission Act 1978).
Em 2012, Cameron mencionou uma possível terceira sequência pela primeira vez; foi oficialmente confirmado no ano seguinte. Cameron estava procurando lançar Avatar 2 em 2015, mas, no final daquele ano, a produção foi remarcada para 2014, com o filme a ser lançado em dezembro de 2016 e a ser seguido pelas outras duas sequências em 2017 e 2018. Até 2015, as datas de lançamento agendadas para as sequências foram adiadas por mais um ano, com a primeira sequência prevista para ser lançada em dezembro de 2017; isso foi devido ao processo de escrita, que Cameron chamou de "um trabalho complexo". No mês seguinte, a Fox anunciou um novo atraso no lançamento. Em fevereiro de 2016, a produção das sequelas estava programada para começar em abril de 2016 na Nova Zelândia.
Em abril de 2016, Cameron anunciou no CinemaCon que haverá quatro sequências de Avatar, todas as quais serão filmadas simultaneamente, com datas de lançamento em dezembro de 2018, 2020, 2022 e 2023, respectivamente. No final de outubro de 2016, foi relatado que Cameron tentaria o uso da tecnologia "3D sem óculos" com as sequências, mas depois discordou desses rumores e não achou que a tecnologia boa. Em março de 2017, Cameron revelou que Avatar 2 não seria lançado em 2018, como originalmente se acreditava. Em 27 de abril de 2017, as datas de lançamento das quatro sequências foram anunciadas: 18 de dezembro de 2020 para Avatar 2, 17 de dezembro de 2021 para Avatar 3, 20 de dezembro de 2024 para o Avatar 4 e 19 de dezembro de 2025 para o Avatar 5. Os filmes serão lançados no Dolby Vision.
Os novos membros da equipe incluem o diretor de fotografia, Russell Carpenter, que trabalhou com Cameron em True Lies e Titanic, e Aashrita Kamath, que atuará como diretor de arte nas quatro sequências. Kirk Krack, fundador da Performance Freediving International, trabalhou como treinador de mergulho livre para o elenco e a equipe das cenas subaquáticas.
Questionado sobre os atrasos nos lançamentos do filme e suas sequências, Cameron afirmou:

"Eu não os chamaria de atrasos. Era altamente otimista que pudéssemos começar rapidamente até que os scripts fossem escritos. Se não houver scripts, não há nada, certo? Os scripts levaram quatro anos. Você pode chamar isso de atraso, mas não é realmente um atraso, porque a partir do momento em que pressionamos o botão para realmente fazer os filmes [até agora], estamos indo bem. Estamos indo muito bem por todo o tempo que tivemos para desenvolver o sistema e o pipeline e Não estávamos perdendo tempo, estávamos investindo no desenvolvimento e no design de tecnologia. Então, quando todos os scripts foram aprovados, tudo foi projetado. Todos os personagens, todas as criaturas, todos os cenários. De uma maneira engraçada, foi para o benefício do filme porque a equipe de design teve mais tempo para trabalhar ... A maioria dos atores, os principais diretores,todos leram todos os quatro roteiros, para que saibam exatamente o que são os arcos dos personagens, para onde estão indo, sabem como modular seu arco agora nos dois primeiros filmes."
Ele estava otimista de que os atrasos não prejudicariam o sucesso dos filmes, comparando-o com seus filmes Terminator 2: Judgement Day e Aliens, que foram sequências comerciais de sucesso lançadas sete anos após os filmes originais. Várias criaturas introduzidas em Avatar Flight of Passage serão apresentadas no filme.
Em maio de 2019, foi relatado que as datas de lançamento das sequências de Avatar foram adiadas em até 2 anos, portanto, o lançamento de Avatar 2 foi adiado para dezembro de 2021, enquanto as outras três sequências de Avatar devem ser lançadas, respectivamente, em dezembro 2023, dezembro de 2025 e dezembro de 2027, como resultado do anúncio dos três próximos filmes de Star Wars que serão lançados respectivamente em 20 de dezembro de 2022, 18 de dezembro de 2024 e 18 de dezembro de 2026.

### Roteiro
Em 2012, Cameron afirmou que as sequências estavam sendo escritas como "histórias separadas que incluem um arco geral, incluindo o primeiro filme", com o segundo tendo uma conclusão clara em vez de um cliffhanger para o próximo filme. Os roteiristas também foram anunciados: Josh Friedman pela primeira vez, Rick Jaffa e Amanda Silver pela segunda e Shane Salerno pela terceira. Em abril de 2014, Cameron esperava concluir os (então) três roteiros dentro de seis semanas, afirmando que as três sequências estariam em produção simultaneamente e ainda estavam programadas para os lançamentos de dezembro de 2016 a 2018. Ele afirmou que, embora Friedman, Jaffa e Silver e Salerno estejam co-escrevendo uma sequência com ele, eles trabalharam juntos em todos os três roteiros: "Não designei para cada escritor em que filme eles trabalhariam até o último dia. Eu sabia que se eu lhes atribuísse os roteiros antes do tempo, eles se desligariam toda vez que estivéssemos conversando sobre o outro filme ". Cameron acrescentou que eles "haviam elaborado todas as batidas da história nos três filmes, para que tudo se conectasse como uma espécie de saga de três filmes", um processo criativo que foi inspirado por suas experiências no filme e na sala de escrita de sua série de televisão Dark Angel.
A redação demorou mais que o esperado, forçando Cameron a adiar ainda mais o lançamento dos filmes em 2015. Em dezembro de 2015, ele afirmou que estava "no processo de fazer outra passagem pelos três roteiros ... Apenas refinado. Isso está em paralelo com o processo de design. O processo de design está muito maduro neste momento. Estamos desenhando há cerca de um ano e meio. Todos os personagens, cenários e criaturas são praticamente [ambientados]. "
Em 11 de fevereiro de 2017, Cameron anunciou que a escrita das quatro sequências estava completa. Em uma entrevista de 26 de novembro do mesmo ano, ele estimou que os scripts levaram quatro anos para serem escritos em geral.
Comparando os temas das sequências com o original, Cameron afirmou que "Será uma extensão natural de todos os temas, personagens e tendências espirituais. Basicamente, se você amou o primeiro filme, vai adorar esses filmes, e se você odiava, provavelmente odiaria isso. Se você adorou na época e disse mais tarde que odiava, provavelmente adorará ". Mais tarde, ele comparou as sequências à franquia O Poderoso Chefão, chamando-a de "uma saga familiar geracional [...]. É uma continuação dos mesmos personagens e sobre o que acontece quando os guerreiros, dispostos a se suicidar e pular falésias na parte de trás dos grandes Toruks laranja, cresça e tenha seus próprios filhos. Agora, eles são os responsáveis pela mudança.
Discutindo a personagem de Tuk em uma entrevista em fevereiro de 2019, Cameron mencionou que ela tinha oito anos e que o filme apresentaria uma cena entre Jake e Neytiri ocorrendo da perspectiva de Tuk: "Há uma cena de discussão de três páginas entre Jake e Neytiri, uma disputa conjugal, muito crítica para o enredo. Eu acabei filmando tudo do ponto de vista do garoto de 8 anos escondido sob a estrutura e espiando. Tendo passado pela experiência com [Sam Worthington] em Avatar, agora eu sabia como escrever o personagem Jake no futuro através da montanha russa emocional dos próximos quatro filmes. "
Em uma entrevista em dezembro de 2019, Stephen Lang afirmou que seu personagem deveria retornar nas sequências, como Cameron compartilhou com ele "que Quaritch tinha um futuro" enquanto filmava o filme original.

### Elenco
Sam Worthington e Zoe Saldana foram confirmados em janeiro de 2010 para reprisar seus papéis nas sequências. Mais tarde naquele ano, Cameron confirmou que Sigourney Weaver e Stephen Lang retornariam, apesar do desaparecimento de seus personagens. Cameron também afirmou que Weaver seria destaque nas três sequências (a quarta não estava planejada na época) e que sua personagem Grace Augustine estaria viva. Em março de 2015, no entanto, Weaver disse que ela interpretará um novo personagem no próximo filme. Em setembro de 2015, Michelle Rodriguez afirmou que, ao contrário de Weaver e Lang, cujos personagens também morreram no primeiro filme, ela não retornaria no Avatar 2.
Vários novos anúncios de elenco foram feitos em 2017, como Joel David Moore, CCH Pounder e Matt Gerald, todos confirmados para retornar do primeiro filme. Os recém-chegados anunciados incluem Oona Chaplim, cujo personagem, Varang, foi descrito como "um personagem central, forte e vibrante que abrange toda a saga das sequências", e Cliff Curtis como Tonowari, o líder do clã Na'vi de Metkayina.
Em 23 de setembro de 2017, foi revelado que o ator infantil Filip Geljo assinou um papel não revelado. Em 27 de setembro, sete atores mirins foram confirmados como parte do elenco principal, incluindo Geljo: Jamie Flatters, Britain Dalton e Trinity Bliss como filhos de Jake e Neytiri, Geljo, Bailey Bass e Duane Evans Jr. como membros do Metkayina (junto com Curtis) e Jack Champion, o único a atuar em ação ao vivo, como um humano nascido em Pandora. Cameron afirmou mais tarde que o elenco infantil havia sido treinado por seis meses para se preparar para as cenas subaquáticas filmadas em captura de movimento, e que agora eles podiam prender a respiração "no intervalo de dois a quatro minutos", até Trinity Bliss, que tinha sete anos de idade, e agora "todos perfeitamente capazes de agir debaixo d'água, com muita calma enquanto prendem a respiração".
Em 3 de outubro de 2017, foi relatado que Kate Winslet, que estrelou o Titanic de Cameron (1997), se juntou ao elenco de Avatar 2 e, possivelmente, suas sequências. Cameron comentou "Kate e eu estávamos procurando algo para fazer juntos há 20 anos, desde a nossa colaboração no Titanic, que foi uma das mais gratificantes da minha carreira", e acrescentou que seu personagem se chama Ronal. Embora a natureza de sua personagem fosse originalmente desconhecida, Cameron afirmou no mês seguinte que Ronal era "parte do povo do mar, o povo dos recifes", em referência ao clã Na'vi de Metkayina. Winslet, que notoriamente relutou em trabalhar com Cameron novamente por causa das situações complicadas em que ele coloca seus atores nas cenas, afirmou que Cameron propôs o papel para ela em julho de 2017, quando ele veio ajudá-la e seus companheiros de Titanic em um fundraiser na França, enviando os scripts pouco depois. Ela comentou que seu papel era "relativamente pequeno em comparação com as filmagens longas", pois ela só teria um mês de filmagens, mas também "um personagem essencial na história em andamento".
Em 13 de outubro de 2017, foi anunciado que Giovanni Ribisi reprisaria seu papel de Parker Selfridge no primeiro filme, nos quatro próximos filmes Avatar. Em 25 de janeiro de 2018, Dileep Rao foi confirmado para retornar como Dr. Max Patel. Um ano depois, Edie Falco, Brendan Cowell e Michelle Yeoh se juntaram ao elenco em papéis de ação ao vivo.
No início de abril de 2019, Vin Diesel anunciou que se juntaria ao elenco da sequência de Avatar, embora não tenha sido claramente especificado em quais sequências ele participaria. Em outubro de 2019, Edward Norton revelou que havia recusado um papel em Avatar 2, devido a apenas estar interessado em interpretar um Na'vi, o que seu personagem proposto não era.
Em abril de 2018, David Thewlis revelou seu envolvimento na franquia, afirmando que ele seria apresentado em três das quatro sequências, afirmando posteriormente em janeiro de 2020 que seu personagem era um Na'vi. Isso levou Thewlis a ser amplamente relatado como parte do elenco de Avatar 2; no entanto, ele afirmou em junho de 2020 que os relatórios estavam errados e que ele realmente faria parte do Avatar 3 a 5.

### Captura de Movimento
Avatar 2 entrou em produção e começou as filmagens preliminares, simultaneamente com um terceiro filme, em 15 de agosto de 2017 com Manhattan Beach (Califórnia) como o principal local de filmagem.
A fotografia principal começou em 25 de setembro de 2017, simultaneamente com o Avatar 3. Como Sigourney Weaver revelou mais tarde em novembro, as filmagens tiveram que ser movimentadas para permitir que ela filmasse uma participação especial no final da série oito de Doc Martin.
Em 23 de novembro, Cameron afirmou que a equipe estava passando por testes com o elenco no último mês para filmar cenas subaquáticas em captura de desempenho e que conseguiu filmar a primeira delas em 14 de novembro, apresentando seis de seus sete principais atores infantis, incluindo Trinity Bliss. Ele afirmou que "estamos obtendo dados realmente bons, movimento bonito dos personagens e ótima captura de desempenho facial. Basicamente, deciframos o código". Ele disse que os testes durariam até janeiro de 2018, como "ainda estamos trabalhando em nosso pequeno tanque de testes. Passamos para o nosso grande tanque em janeiro". Era "uma cena de diálogo", pois, segundo Cameron, os personagens se comunicam através de "uma espécie de língua de sinais". Em 30 de abril de 2018, Kate Winslet tinha "apenas alguns dias" de filmagens pela frente.
Em maio de 2018, Saldana afirmou que as filmagens estavam "meio que concluídas" e que a equipe está "prestes a terminar a produção de captura de movimento nos [segundo e terceiro] filmes e, depois disso, eles vão direto para a pré-produção para a parte de ação ao vivo que seria filmada por seis meses na Nova Zelândia ". Saldana terminou de filmar suas cenas em 8 de junho, tanto para o Avatar 2 quanto para sua sequência, enquanto Cameron afirmou na mesma época que 130 dias de captura de movimento haviam sido filmados. Em 14 de novembro de 2018, Cameron anunciou que as filmagens com o elenco principal de captura de movimento haviam sido concluídas.

### Filmagem de ação ao vivo
Em fevereiro de 2019, Landau afirmou que as filmagens de ação ao vivo para Avatar 2 e 3 seriam iniciadas na Nova Zelândia na primavera de 2019. Cameron confirmou no final do mesmo mês que eles "haviam apenas embrulhado para [as partes de captura de movimento]. Agora, essa é a grande maioria dos personagens e a grande maioria do tempo de execução do(s) filme(s). Mas esse pequeno e incômodo componente de ação ao vivo vai me custar cinco meses da minha vida nos dois filmes ". As filmagens para 2019 foram concluídas em 29 de novembro, para retomar no ano seguinte na Nova Zelândia.
Em 17 de março de 2020, Landau anunciou que as filmagens dos filmes de Avatar na Nova Zelândia foram adiadas indefinidamente em resposta à pandemia de COVID-19. Landau também confirmou que a produção permaneceria em Los Angeles. No entanto, a produção virtual continuou em Manhattan Beach, Califórnia, enquanto os efeitos visuais continuaram na Weta Digital em Wellington. No início de maio, os protocolos de produção em saúde e segurança foram endossados pelo governo da Nova Zelândia, permitindo a retomada das filmagens no país. Em 1º de junho de 2020, Landau postou uma foto sua com Cameron (no instagram), mostrando que voltaram à Nova Zelândia para retomar as filmagens. Após a chegada, a equipe iniciou um período de isolamento de duas semanas, supervisionado pelo governo, em um hotel em Wellington antes das filmagens. Isso tornaria o Avatar 2 e 3 os primeiros grandes sucessos de bilheteria de Hollywood a retomar a produção depois de adiar as filmagens devido à pandemia.[carece de fontes?]
A produção foi concluída no final de setembro de 2020 somando três anos de filmagens. Com um orçamento estimado de 350-460 milhões de dólares, tornando-se um dos filmes mais caros já feitos.

### Efeitos visuais
Em 31 de julho de 2017, foi anunciado que a Weta Digital havia começado o trabalho nas sequências de Avatar.
O filme contará com cenas subaquáticas, filmadas debaixo d'água com o elenco em captura de movimento, combinando filmagem subaquática e captura de movimento como um recurso nunca realizado antes, a equipe levou um ano e meio para desenvolver um novo sistema de captura de movimento, com Cameron afirmando:

"Isso nunca foi feito antes e é muito complicado, porque o nosso sistema de captura de movimento, como a maioria dos sistemas de captura de movimento, é o que eles chamam de base óptica, o que significa que ele usa marcadores fotografados com centenas de câmeras. O problema com a água não é o submerso" parte, mas a interface entre o ar e a água, que forma um espelho móvel.Este espelho móvel reflete todos os pontos e marcadores, e cria um monte de marcadores falsos. É um pouco como um avião de combate despejando um monte de palha confundir o sistema de radar de um míssil. Ele cria milhares de alvos falsos, então tivemos que descobrir como contornar esse problema, o que fizemos. Basicamente, sempre que você adiciona água a qualquer problema, fica dez vezes mais Então, nós jogamos muita potência, inovação,imaginação e novas tecnologias no problema, e levamos cerca de um ano e meio para descobrir como vamos fazer isso."
Landau afirmou em novembro de 2015 que Avatar 2 teria várias melhorias tecnológicas importantes desde o primeiro filme. Muito mais do trabalho de iluminação no estágio de produção virtual poderia ser feito durante a produção, em vez da pós-produção, e como Alita: Battle Angel, produzido e co-escrito por Cameron, a equipe pode usar duas câmeras de cabeça leve e HD para registrar a performance facial dos atores. Além disso, eles também usaram dois bonecos digitais em vez de apenas um; um que seja uma cópia precisa do ator real e outro que seja o personagem do ator, permitindo que a equipe re-direcione um ao outro para torná-lo o mais preciso possível.
Cameron afirmou que havia possibilidade de o filme ser exibido em "3D sem óculos", embora não seja totalmente certo. Se isso acontecer, será o primeiro na história do cinema a fazê-lo.

### Música
Em 17 de dezembro de 2019, foi anunciado que Simon Franglen, que havia trabalhado no filme original como produtor da trilha sonora e da música original " I See You ", voltaria tanto Avatar 2 e Avatar 3.
Ele está substituindo o compositor do filme original James Horner, que foi originalmente contratado para escrever músicas para a franquia, antes de morrer em um acidente de avião em junho de 2015. Os dois eram parceiros de trabalho de longa data, sendo seu primeiro trabalho em colaboração o filme Aliens, de 1986. Franglen já havia substituído Horner como compositor da área temática de Avatar, Pandora - O Mundo de Avatar no Walt Disney World em 2015.

## Lançamento
Após repetidos atrasos no cronograma de lançamento previsto, Avatar: O Caminho da Água estreou no Odeon Leicester Square, em Londres, em 6 de dezembro de 2022, e foi lançado nos Estados Unidos em 16 de dezembro. Arrecadando até o momento mais de 2 bilhões de dólares em todo o mundo, tornando-se o filme de maior bilheteria de 2022 e, o sexto filme mais rápido da história a ultrapassar essa marca de arrecadação (em 14 dias), enquanto seu antecessor levou 19 dias, o sexto filme a ultrapassar a marca de 2 bilhões de dólares e a terceira maior bilheteria do cinema.

## Recepção
De acordo com o site agregador de críticas Rotten Tomatoes, o filme teve um índice de aprovação de 76% baseado em 436 resenhas profissionais, com uma nota média de 7,1 de 10. o consenso do website diz: "Narrativamente, pode ser algo bastante normal, mas visualmente falando, Avatar: The Way of Water é uma experiência incrivelmente imersiva". Já o site Metacritic, que utiliza um modelo de nota média, deu ao filme uma nota de 67 de 100, baseado em 68 críticas, indicando "uma recepção majoritariamente positiva".

## Prêmios
Recebeu inúmeras indicações diversos prêmios. Bateu recorde de indicações no prêmio de Sindicato dos Efeitos Visuais dos EUA (do inglês "Visual Effects Society Awards", abreviado VES Awards) com 14 indicações (recorde anterior pertencia a Cameron e o primeiro filme de Avatar com 11 indicações em 2009). Ao Globo de Ouro 2023, foi nomeado a Melhor Filme e Melhor Direção, bem como aos Prêmios Critics' Choice Movie e Prêmios Satellite em seis categorias em ambos, incluindo as supracitadas. No BAFTA 2023, foi indicado a Melhores Efeitos Visuais.
O filme venceu a categoria de melhores efeitos visuais do Oscar 2023, em que foi nomeado ao total de quatro categorias, incluindo a de Melhor Filme.